# Jakov Boglić
Jakov Anakleto Antun Petar Boglić (u tal. izvorima Giancomo Anacleto Antonio Pietro Boglich) (Hvar, 12. lipnja 1826. - Hvar, 3. prosinca 1897.) je bio hrvatski povjesničar i visoki školski dužnosnik.

## Životopis
Rodio se u Hvaru 1826. godine. U rodnom je gradu pohađao pučku školu. U Splitu i Zadru je završio srednju naobrazbu. Bogosloviju je studirao u Zadru i Dubrovniku.
Zaposlio se 1853. godine u Zadru gdje je predavao na dvjema gimnazijama. U gimnaziji koja je imala nastavu na talijanskom jeziku od 1853. godine je predavao katolički vjeronauk, latinski i talijanski jezik, prirodoslovlje, povijest, vjeronauk i pedagogiju sve dok se nije umirovio 1883. godine. Druga ustanova u kojoj je predavao je pokrajinsko latinsko bogoslovno sjemenište, gdje je predavao vjeronauk i metodiku od 1868. do 1869. godine i od 1873 do 1897. godine. U Zadru je bio i ravnatelj gimnazije.
Od 1865. godine je upravitelj Pokrajinske gimnazijske knjižnice.
Od nekolicine njegovih vrijednijih djela ističe se Povijest Hvara (Studi storici sull´ Isola di Lesina), u kojoj je obradio povijest otoka Hvara do 1420. godine. Prvi je autor koji je pisao o povijesti otoka Hvara.
Bio je nasljednik arhiva obitelji Ivaneo (Ivanić). Petar Kasandrić je na to ukazao, a ponovio Nikša Petrić da arhiv Ivanić (Ivaneo) -- Boglić -- Božić u Hvaru ima dokumenata o pučkom ustanku, a da je taj podatak izmakao pozornosti hrvatskih povjesničara.
Sestra Jakova Boglića Ursula bila je prvom suprugom Ivana Luke Machieda, iz poznate i ugledne hvarske obitelji Machiedo. U drugom braku supruga mu je bila Corinna Bianchetti iz Montagnane kod Padove. Jakovljeva unuka Margdalena udala se za Remigija Bučića.
Bavio se umjetnim uzgojem spužava (usporedi radove zemljaka i suvremenika Grgura Bučića) te prirodoslovljem.